# Municipio de Luvianos
El municipio de Luvianos es uno de los 125 municipios del Estado de México. Se trata de uno de los municipios más jóvenes del estado, pues el 1° de enero de 2002 fue segmentado del municipio de Tejupilco, el cual era uno de los más grandes del estado. La alcaldía está dentro de la Región Tejupilco, tiene una superficie de 703,0 km². Su cabecera municipal es la población de Villa Luvianos. 
Limita al norte con Otzoloapan y Zacazonapan; al sur con el estado de Guerrero; al este con Tejupilco; y al oeste con el estado de Michoacán. Según el censo del 2010 tiene una población total de 27 781 habitantes. El municipio se ubica en el corazón de la región llamada la Tierra Caliente, es un lugar estratégico por tener colindancia con los estados de Guerrero y Michoacán.

## Gobierno y política
| Presidente municipal          | Periodo   |
| ----------------------------- | --------- |
| Antonino Duarte Díaz          | 2003-2006 |
| Francisco Arce Ugarte         | 2006-2009 |
| Zeferino Cabrera Mondragón    | 2009-2012 |
| José Benítez Benítez          | 2013-2015 |
| Aníbal Martínez Peñaloza      | 2016-2018 |
| Alfredo Jaimes Benítez        | 2019-2021 |
| Rosa María Garduño Cienfuegos | 2022-2024 |

## Historia

### Pueblos prehispánicos
Los grupos más antiguos que poblaron la región de Luvianos fueron los otomíes, que llamaban a Tejupilco como Talistaca. Dichos otomíes al correr el tiempo fueron expulsados por los tecos, descritos en 1889 por el presbítero Francisco Plancarte como “una fracción de la tribu de los mexicas que se quedaron en estado de barbarie en el imperio tarasco”. Los vestigios de su paso tales como figurillas de piedra, petroglifos y cerámica, se han encontrado en la Sierra de Nanchititla, en la Sierra del Encanto y en la Peña del Águila.
En 1052 los toltecas llegaron a Tejupilco para refugiarse por la decadencia de su imperio.
Posteriormente hicieron su aparición en el sur los matlazincas que conquistaron a los grupos otomíes y tecos sobrevivientes, y adjudicaron a la región el nombre de Chantoó.
Axayácatl, huey tlatoani mexica, conquista a los matlazincas entre 1475 y 1476; y establece presidios y guarniciones en Temascaltepec, Tejupilco y Acatitlán. Es muy probable que ante la pugna del imperio mexica con los tarascos, los primeros hayan ocupado como torres de vigilancia y puestos de vigía las cumbres de la Sierra de Nanchititla.

### Conquista y Virreinato
Después de la caída del imperio mexica en 1521, Hernán Cortés envió al capitán Andrés de Tapia a conquistar a los matlazincas de Tejupilco y Texcaltitlán, quienes no opusieron resistencia. A partir de entonces los españoles se dedicaron a reconocer la tierra, fundar pueblos y agrupar a los nativos en organizaciones que llamaron “Repúblicas de Indios”. Tejupilco fue cabecera de una de estas Repúblicas, a ella estaban sujetos 18 pueblos: Tianguistenco, Ahuacatlán, Cuentla, Quizcasingo, Ixtoloch, Tepexihuaya, Cuzco, Cuautenco, Cuexcuatla, Tepultaticpa, Ixtalacaya, Tepuxtepec, Tepetlatipa, Almoloyan, Cacaloxtoz, Acamuchitán, Texcopa y Talpilcaltepec.

#### Hacienda de Luvianos
En el “Índice de documentos relativos a los pueblos del estado de México” aparecen registradas diversas mercedes reales concedidas a favor del vasco  Cristóbal de Lubiano a partir de 1593 y hasta 1617, en las que recurrentemente se refiere a la “Hacienda de San Martín de Lubiano”. Dicha hacienda da nombre a la villa y municipio de Luvianos.
Cristóbal de Lubiano fue sumamente favorecido por el virrey Luis de Velasco y Ruiz de Alarcón, como es de advertirse por las muchas mercedes reales que fueron concedidas en estancias y minas que abarcaron gran parte de la región sur en los distritos de Sultepec, Temascaltepec, Tejupilco, San Simón de Guerrero, entre otras.
| Propietarios de la hacienda                                  | Periodo   |
| ------------------------------------------------------------ | --------- |
| Cristóbal de Lubiano                                         | 1593-1617 |
| Cristóbal de Coria y Lubiano                                 | 1618-1630 |
| Gerónimo de Coria y Lubiano                                  | 1635      |
| Juan de Coria y Lubiano; hermanas Theresa, María y Lucía     | 1660-1668 |
| María Gálvez Viuda de Coria; hermanas Theresa, María y Lucía | 1689-1697 |
| Bernabé Antonio de la Cueva y Navarro                        | 1722-1744 |
| Alexo de la Cueva y Navarro                                  | 1746      |
| Rafael de la Cueva y Navarro                                 | 1778-1779 |
| Carmelitas de Toluca                                         | 1855      |
| José Matos                                                   | 1856      |
| Vicente Rodríguez                                            | 1857      |
| Francisca Rodríguez/Luis Gallopín Rodríguez                  | 1897-1901 |
| Marciano Rodríguez                                           | 1901-1915 |

En 1915 el gobernador del estado de México Gustavo Baz procede a la expropiación de la Hacienda de Luvianos por causa de utilidad pública.

### Creación del municipio de Luvianos

#### SigloXIX
A finales del siglo XIX, el 22 de marzo de 1874 los habitantes de las rancherías de Luvianos elevaron gestiones ante el gobierno estatal para convertir a Luvianos en pueblo a través de una petición enviada al Gobernador del Estado de México en la que participaron los ciudadanos Vicente Rodríguez, Daniel de la Cueva, Bernardino Ugarte, Estanislao Rodríguez, Rafael Benítez, Fermín Palacios, Valentín Arreola, Honorato Arce, Doroteo Gorostieta, Félix López, Amador Granados, Luis Jaimes, Julián Bañuelos y Juan Machado.
La petición fue aprobada por el gobernador Alberto García en el decreto n.º 37. El Congreso del Estado de México decreta que se erige como pueblo con el nombre “del progreso a la ranchería de San Martín Luvianos o el casco perteneciente a la localidad de Tejupilco"; pero no se llevó a cabo por los movimientos políticos y los conflictos militares ente liberales y conservadores. Fue hasta 1915 cuando el gobernador Gustavo Baz expropió la Hacienda de Luvianos para repartir sus tierras entre los pobladores y formar el pueblo acordado en 1874.

## Geografía
La ubicación del municipio es al suroeste del Estado de México, a 284 kilómetros al oriente de la Ciudad de México y 140 kilómetros de la ciudad de Toluca y se localiza en las coordenadas geográficas extremas del meridiano de Greenwich latitud norte 19° 51’ 23” mínima, 19° 57’ 28” máxima, longitud oeste 99° 03’ 30” mínima, 99° 13’ 35” máxima.
Luvianos, como zona geográfica, comprende la transición de la Tierra Caliente y la Depresión del Río Balsas, la altitud máxima del municipio es de 1620 m s. n. m. y su cabecera municipal se encuentra a 1.340 m s. n. m. Tiene una superficie de aproximada de 703 km², que corresponden al 0.86% de la superficie del estado.
El municipio limita al norte con los municipios de Otzoloapan y Zacazonapan, al sur con el municipio de Tejupilco, al oeste con el estado de Michoacán y al este con el municipio de Tejupilco. Su cabecera municipal es Villa Luvianos.
La orografía del municipio de Luvianos está conformada por cerros de altura que derivan de la Sierra Madre del Sur y pequeños lomeríos separados por arroyos o barrancas que se dirigen hacia el Río Balsas, sobresale una sierra abrupta que colinda en el estado de Guerrero y con el estado de Michoacán.
El municipio es atravesado por la vertiente norte de la Cuenca del Río Balsas, con sus afluentes hacia el río Balsas.

## Turismo
Dentro de sus atractivos turísticos, el más importante es el que se encuentra dentro del parque SIerra Nanchititla, donde tu paso obligado es en:
- La cascada sierra de Nanchititla con una caída de agua de 105 metros de altura.
- Cueva de los santos en cañadas Nanchititla
- Pista de despegue "Sierra de Nanchititla"

Fuera del parque puedes visitar:
- Presa de Cañadas de Nanchititla
- Río de San Juan Acatitlán
- Pista de despegue "El estanco"
- San Juan Acatitlán

## Gastronomía
- Cabrito al horno
- Enchiladas
- Caldo de la virgen
- Variedad de tamales, entre los que destacan el tamal Negro y en tamal Nejo.
- Variedad de platillos hechos a base de maíz

## Demografía
El municipio de Luvianos registró en el Censo de Población y Vivienda realizado en 2010 por el Instituto Nacional de Estadística y Geografía un total de 27,781 habitantes, de los que 13,719 son hombres y 14,062 son mujeres.

### Localidades
En el municipio de Luvianos se localizan un total de 225 localidades, siendo las principales y su población en 2010 las siguientes:
| Localidad               | Población (2010) |
| ----------------------- | ---------------- |
| Villa Luvianos          | 7 546            |
| San Juan Acatitlán      | 997              |
| Trojes                  | 948              |
| El Estanco              | 726              |
| Rincón de San Sebastián | 683              |
| Cañadas de Nanchititla  | 616              |
| Total municipio         | 27 781           |